# Carl von Hoffman

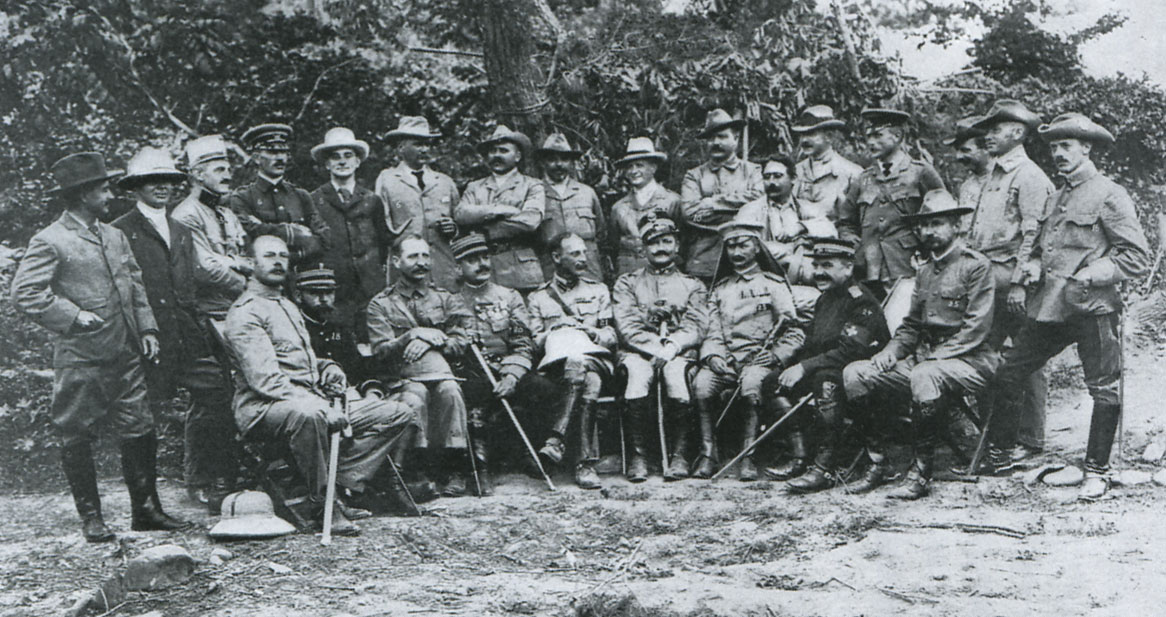
Adidos militares ocidentais e os correspondentes de guerra com as forças japonesas após a batalha de Shaho (1904): 1. Robert Collins; 2. David Fraser; 3. Cap. Francois Dhani; 4. Cap. James Bruce Jardine; 5. Frederick McKenzie; 6. Edward Knight; 7. Charles Victor-Thomas; 8. Oscar Davis; 9. William Maxwell; 10. Robert MacHugh; 11. William Dinwiddie; 12. Frederick Palmer; 13. Cap. Berkeley Vincent; 14. John Bass; 15. Martin Donohoe; 16. Cap. ____;　17. Cap. Carl von Hoffman; 18. ____; 19. ____; 20. ____; 21. Gen. Sr. Ian Hamilton; 22. ____; 23. ____; 24. ____; 25. ____.

Carl von Hoffman (São Petersburgo, Rússia, c. 1889 — Nova Iorque, Nova Iorque, 8 de julho de 1982) foi um soldado, aventureiro, escritor e fotógrafo de ascendência alemã. Era descendente de Melchior Hofman; o jornalista Nicholas von Hoffman (1929 —) é seu filho.
Aos dezessete anos, Von Hoffman—então cadete militar—desobedeceu a vontade de sua mãe e se juntou ao Exército russo durante a Guerra Russo-Japonesa. Por ações durante a guerra, foi condecorado com a Ordem de Santa Ana. Participou na Primeira Guerra Mundial, servindo no exército russo e, então, sob o almirante Aleksandr Kolchak do lado Movimento Branco na Guerra Civil Russa. Von Hoffman foi explorador que já levou um safári da Cidade do Cabo, África do Sul, ao Cairo—uma caminhada que levou três anos e foi a base de seus dois livros, Jungle Gods (Nova Iorque, H. Holt e Company [c. 1929]) e Jerry on Safari: A 7,000 Mile Journey from Cairo to the Cape (Filadélfia: J. B. Lippincott Company, 1936). As fotografias do Von Hoffman da Revolução Mexicana e de Theodore Roosevelt foram celebradas; suas fotografias de Roosevelt e Pancho Villa foram exibidas em 2002 no Museu Martin & Osa Johnson Safari. Foi diretor de fotografia para o filme The Life of General Villa (1914), estrelando Pancho Villa como ele mesmo. O filme foi produzido por D. W. Griffith. Von Hoffman disse, muitas vezes, que seu conhecimento do uso de metralhadoras foi uma das coisas que Griffith ofereceu a Villa de obter a participação dele no filme. (Em 2003, as filmagens do documentário sobre a vida de Villa foram transformadas em um telefilme, And Starring Pancho Villa as Himself, dirigido por Bruce Beresford e escrito por Larry Gelbart com o papel secundário de Von Hoffman interpretado por Julian Sedgwick. Von Hoffman foi também diretor de fotografia de The Marriage Bond (1916), dirigido por Lawrence Marston. Foi membro do Explorers Club.